# Hypodryas sulitelmica
Hypodryas sulitelmica är en fjärilsart som beskrevs av Schultz 1904. Hypodryas sulitelmica ingår i släktet Hypodryas och familjen praktfjärilar. Inga underarter finns listade i Catalogue of Life.